# Lost & Found Music Studios
Lost & Found Music Studios és una sèrie de temàtica musical creada per Frank van Keeken i emesa per Family Channel al Canadà, la CBBC en el Regne Unit, i Netflix a la resta de territoris. És una obra derivada de la sèrie The Next Step, usant un format similar de mockumentary i compartint localitzacions i personatges; els personatges principals de Lost & Found van aparéixer inicialment a la tercera temporada de The Next Step. La sèrie es va estrenar l'11 de desembre de 2015 a Family Channel.